# Ruggero salva Angelica
Ruggero salva Angelica, noto anche come Ruggero sull'ippogrifo libera Angelica dall'orca, è un affresco eseguito da Giambattista Tiepolo, nella Sala dell'Orlando Furioso di Villa Valmarana "Ai Nani".

## Descrizione
Su commissione di Giustino Valmarana, proprietario della villa, Tiepolo ne affrescò le cinque sale assegnando ad ognuna di esse un tema epico.
La sala dedicata all'Orlando furioso, poema di Ludovico Ariosto, presenta una serie di quattro pitture su muro che raffigurano altrettanti episodi relativi ad Angelica, la principale figura femminile del poema, di cui questo è il primo: l'affresco in questione rappresenta il salvataggio della giovane donna ad opera di Ruggero, che lotta contro l'Orca di Ebuda, il mostro marino cui essa era stata offerta in pasto, episodio in parte desunto dal mito classico di Perseo e Andromeda (nel Furioso Ruggero si limita a liberare la fanciulla in pericolo, mentre sarà Orlando in un secondo tempo a uccidere il mostro).
Gli altri affreschi rappresentano ciascuno: Angelica soccorre Medoro ferito, Angelica e Medoro si congedano dai pastori che li hanno ospitati e Angelica incide il nome di Medoro sulla corteccia. Ruggero salva Angelica è pertanto tra i quattro dipinti l'unico nel quale non appare il personaggio di Medoro.